# Anopheles erepens
Anopheles erepens är en tvåvingeart som beskrevs av Gillies 1958. Anopheles erepens ingår i släktet Anopheles och familjen stickmyggor. Inga underarter finns listade i Catalogue of Life.